# Apocorophium simile
Apocorophium simile är en kräftdjursart som först beskrevs av Robert Alan Shoemaker 1934.  Apocorophium simile ingår i släktet Apocorophium och familjen Corophiidae. Inga underarter finns listade i Catalogue of Life.